# حليب إيه2

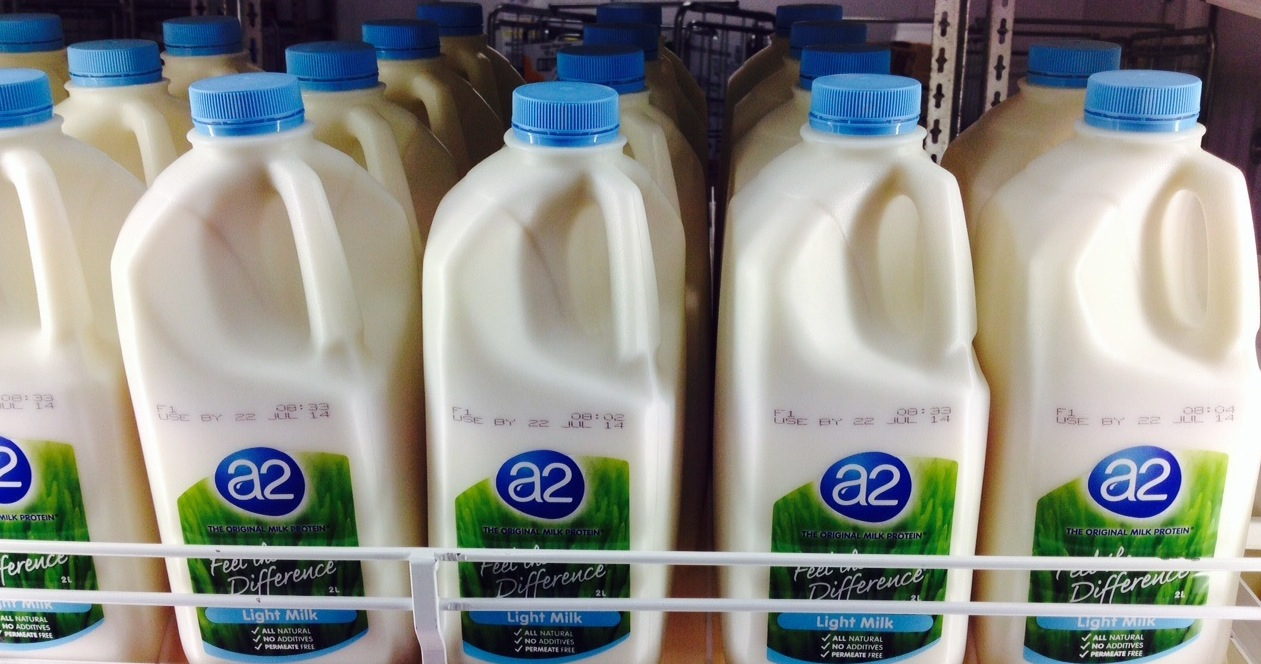
حليب بالعلامة التجارية "a2"

حليب إيه2 (A2 milk) مجموعة متنوعة من حليب الأبقار يفتقر إلى نوع من البروتينات الكازين أ2، التي تحوي أ2. وتُصدر شركة أ2 للحليب، حليب الأبقار هذا إلى السوق وغالبًا تُباع في أستراليا، ونيوزيلندا، والصين، والولايات المتحدة. بيعت في المملكة المتحدة بين 2012 و2019. يحتوي حليب غير الأبقار، متضمنًا حليب البشر، والأغنام، والماعز، والحمير، والثيران، والجِمال، والجاموس وغيرها، على أ2ـ الكازين. ويستخدم مصطلح الحليب أ2 أيضاً فيهم.
تدعي شركة حليب أ2 وبعض الشركات المنتجة لمنتجات حليب الماعز أن الحليب الذي يحوي بروتينات أ2 ضار، ولكن لا يوجد أي عِلم يحدد الصلة المباشرة بين بروتين أ2 والتأثير الضار في الصحة.
البيتا كازين أ1 وأ2 هي متغيرات جينية لبروتين الحليب البيتا كازين، وتختلف عنها بحمض أميني واحد. طورت شركة الحليب أ2 اختبار وراثي يحدد هل البقرة تنتج بروتين أ2 أو أ1 في حليبها أم لا؟.

## تاريخ
في 1980، بدأ بعض الباحثين الطبيين باستكشاف بعض الببتيدات (ببتيدات الكازين)، التي تنشأ في أثناء الهضم، وقد يكون لها تأثيرات صحية سلبية أو ايجابية.  
في 1990، أجرى علماء في نيوزيلندا البحوث الوبائية والدراسات الحيوانية للتمييز بين بروتينات البيتا كازين أ1 وأ2، وجِدت ارتباطات بين انتشار الحليب مع بروتينات البيتا كازين أ1 في بعض البلدان وانتشار أمراض مزمنة مختلفة. وأثارت البحوث اهتمامًا في وسائل الإعلام، والأوساط العلمية، ومنظمي المشاريع. إذا كان صحيحًا أن بي سي إم 7 يضر بالبشر، ستكون مسألة هامة من مسائل الصحة العامة، وستكون فرصة تجارية.
يتألف حليب البقر من 87٪ ماء و13٪ مواد صلبة، وهي مزيج من الدهون والكاربوهيدرات، وهي اللاكتوز والمعادن والبروتين. نحو 30٪ إلى 35٪ من الكازين (ما يعادل ملعقتين صغيرتين لكل ربع لتر من الحليب)، هو البيتا كازين، توجد أنواع عدة منه، تحددها جينات البقرة. أكثرها شيوعًا بروتينات أ1 وأ2 (سميت حسب ترتيب العلماء لها). الفرق الوحيد هو أحد الأحماض الأمينية 209 التي تشكل بروتينات البيتا كازين، والبرولين، وتحدث في الموضع 67 في سلسلة الأحماض الأمينية للبينا كازين أ2، ويحدث الهستيدين في الموضع 67 في البيتا كازين أ1. وجدت الدراسات في الخلايا أن الأنزيمات الهاضمة -التي تقطع البروتينات- تتفاعل مع البيتا كازين بدقة في ذلك الموضع، وتتعالج بروتينات البيتا كازين أ1 و أ2 بنحو مختلف. يمكن قطع ببتيد من الأحماض الأمينية السبعة، بيتا كازومورفين 7، بعيدًا عن بروتين بيتا كازين أ1 بتلك الأنزيمات، ولكن الأنزيمات لا يمكنها قطع البروتين أ2 في ذلك الموضع، لذلك لا يتكون بي سي إم7 من بروتينات أ2. لم تجد الدراسات التي أجرِيت على البشر أن بي سي إم7 يتشكل في الجهاز الهضمي البشري. ويمكن إنشاء بي سي إم 7 في أثناء تخمير الحليب أو عملية صنع الجبن، وهذه العملية يمكن أن تدمر بي سي أم 7.

يعتقد العلماء أن الاختلاف نشأ من طفرة حدثت مابين 5000 و10000 سنة، فعندما كانت الماشية تُؤخذ شمالًا إلى أوروبا، استُبدِل البرولين في الموضع 67 بالهستيدين، مع الطفرة التي انتشرت في جميع أنحاء القُطعان في العالم الغربي بالتناسل.
تختلف النسبة المئوية لبروتين البيتا كازين أ1 وأ2 بين قُطعان الماشية، والبلدان والمحافظات. تستمر الماشية في أفريقيا وأسيا بإنتاج البيتا كازين أ2 فقط، البروتين الشائع بين الماشية في العالم الغربي هو أ1. أكثر الأنواع شيوعًا في حليب الأبقار في أوروبا -ماعدا فرنسا- والولايات المتحدة وأستراليا ونيوزيلندا، هو أ1 من البيتا كازين. أكثر من 70٪ من أبقار غيرنزي تنتج حليبًا يغلبه بروتين أ2، وتنتج أبقار هولشتاين وآيريشيريس، مابين 46 و70٪ حليبًا يحتوي على بروتينَي أ1 و أ2.